# Winston L. Prouty
Winston L. Prouty (Newport, 1906. szeptember 1. – Boston, 1971. szeptember 10.) az Amerikai Egyesült Államok szenátora (Vermont, 1959–1971).